# رادوتسنا
رادوتسنا (به لهستانی:  Radocyna) یک روستا در لهستان است که در گمینا سنکووا واقع شده‌است.